# إريك ويكس لويس
إريك ويكس لويس (بالإنجليزية: Lewis Weeks)‏ هو لاعب كرة قدم ليبيري في مركز الوسط، ولد في 10 مارس 1986 في باينسفيل في ليبيريا. شارك مع منتخب ليبيريا لكرة القدم. أما مع النوادي، فقد لعب مع نادي القطن ونادي باراك يانغ كونترولرز ونادي سريويجايا.

## وصلات خارجية
- إريك ويكس لويس على موقع قاعدة بيانات كرة القدم.إي يو (الإنجليزية)
- إريك ويكس لويس على موقع ناشيونال فوتبول تيمز (الإنجليزية)
- إريك ويكس لويس على موقع Soccerway.com (الإنجليزية)